# Kosmos 117
Kosmos 117 (ros. Космос 117) – radziecki satelita rozpoznawczy; 38. statek serii Zenit-2 programu Zenit (33. statek na orbicie), którego konstrukcję oparto na załogowych kapsułach Wostok.